# Казлу-Рудське самоврядування
Казлу-Рудське самоврядування (лит. Kazlų Rūdos savivaldybė) — адміністративна одиниця в  Маріямпольському повіті  Литви . Утворене в 2000 році на території Маріямпольского району і частини  Шакяйського району.

## Населені пункти

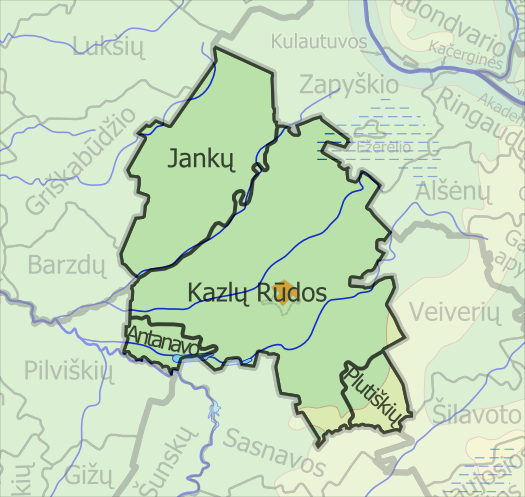
Адміністративний поділ Казлу-Рудського самоврядування

- 1 місто — Казлу-Руда;
- 183 села.

## Адміністративний поділ
Поділяється на 4 староства: Антанаваське, Казлу-Рудське, Плутішкеське та Янкське. 
Чисельність населення (2001):
- Казлу-Руда — 7 401
- Антанавас — 695
- Юрі I — 558
- Юрі II — 473
- Баготойі — 426
- Янка — 386
- Ажуолу-Буда — 363
- Бебрулішке — 300
- Плутішкес — 295
- Буда — 233